# Orobanche coelestis
Orobanche coelestis là loài thực vật có hoa thuộc họ Cỏ chổi. Loài này được Boiss. & Reut. ex Beck mô tả khoa học đầu tiên năm 1890.